# Sóknardalr
Sóknardalr je debitantski studijski album norveškog black/viking metal-sastava Windir. Diskografska kuća Head Not Found objavila ga je 23. ožujka 1997.

## O albumu
Sóknardalr je staronordijski naziv za Valfarov rodni grad Sogndal. Tekstovi pjesama pisani su sogndalskim narječjem, dok su nazivi pjesama pisani novonorveškim jezikom koji se u sogndalskoj općini službeno rabi u pisanom obliku.

## Glazbeni stil
Eduardo Rivadavia, glazbeni kritičar sa stranice AllMusic, izjavljuje da album "[spaja] brojne slojeve klavijatura i gitara na gotovo nikad prije viđen način (očito ga je nadahnulo srednje Bathoryjevo doba), čime album kulminira minisimfonijama širokih razmjera". Kao još jednu odliku albuma Rivadavia ističe "sintesajzerske melodije [koje] će poslije postati Windirovim zaštitnim znakom."

## Popis pjesama
Tekstovi i glazba: Valfar. 
| 1.    | »Sognariket sine krigarar« (Songariketski ratnici) | 5:35 |
| 2.    | »Det som var Haukareid« (Ono što bješe Haukareid)  | 5:40 |
| 3.    | »Mørket sin fyrste« (Princ tame)                   | 7:26 |
| 4.    | »Sognariket si herskarinne« (Carica Sognariketa)   | 4:17 |
| 5.    | »I ei krystallnatt« (U kristalnoj noći)            | 5:15 |
| 6.    | »Røvhaugane«                                       | 5:32 |
| 7.    | »Likbør«                                           | 8:08 |
| 8.    | »Sóknardalr«                                       | 5:42 |
| 47:35 |                                                    |      |

## Recenzije
U svojoj recenziji albuma na AllMusicovim internetskim stranicama Eduardo Rivadavia piše: "Kao gotovo jedini ogledni primjer u ljetopisima skandinavskog black metala, gdje je sastavima potrebno i do nekoliko godina i albuma na kojima njihov zvuk doživljava eksperimentiranje, razvoj i zrelost, [albumom] Sóknardalr Windir iskače potpuno oblikovan poput Atene iz Zeusove glave".

## Zasluge
| Windir - Valfar – vokali, gitara, bas-gitara, klavijature, harmonika, produkcija, miksanje, fotografija Dodatni glazbenici - Steinarson – vokali - Steingrim – bubnjevi | Ostalo osoblje - Krohg – miksanje, logotip, ilustracije - J. E. Bjork – mastering, dizajn |